# Lednik Kosmonavtov
Lednik Kosmonavtov (englische Transkription von russisch Ледник Космонавтов Lednik Kosmonawtow, deutsch ‚Kosmonautengletscher‘) ist ein Gletscher im ostantarktischen Königin-Maud-Land. Er liegt nordwestlich der Glopeflya in der Orvinfjella.
Russische Wissenschaftler benannten ihn.